# Ścigów
Ścigów (dodatkowa nazwa w j. niem. Schiegau, śl. Śigōw) – wieś w Polsce położona w województwie opolskim, w powiecie krapkowickim, w gminie Strzeleczki. Historycznie leży na Górnym Śląsku, na ziemi prudnickiej.
W latach 1945–1954 miejscowość należała do gminy Strzeleczki w powiecie prudnickim. W latach 1975–1998 miejscowość należała administracyjnie do ówczesnego województwa opolskiego.

## Integralne części wsi
| SIMC    | Nazwa    | Rodzaj     |
| ------- | -------- | ---------- |
| 0503630 | Kopalina | przysiółek |

## Nazwa
Nazwa wsi pochodzi od nazwy osobowej Ścig.
W alfabetycznym spisie miejscowości na terenie Śląska wydanym w 1830 roku we Wrocławiu przez Johanna Knie wieś występuje pod zniekształconą, polską nazwą Schiegow oraz niemiecką Schiegau. 9 września 1947 r. nadano miejscowości polską nazwę Ścigów.
W gwarach prudnickich nazwa miejscowości występuje jako Śigōw (odmiana: dzie miyszkył? w Śigowie; jadã do Śigowa; miyndzy Prudnikã, a Śigowã, Śigowiã).

## Historia
W XVI wieku na karczowisku w Ścigowie powstało gospodarstwo zagrodnicze. Właściciel ziemski tworzył gospodarstwa posiadające domy i niewielkie działki. Miejscowość po raz pierwszy wzmiankowana była w 1531 jako Sygow.

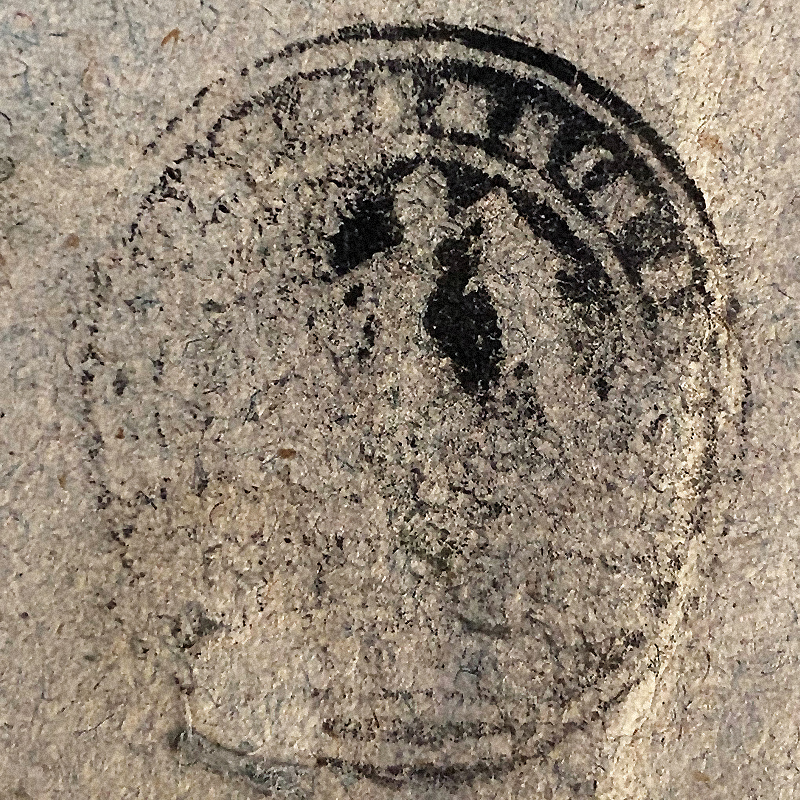
Pieczęć Ścigowa (1849)

Na początku XIX wieku wieś należałą do chrzelicko-prudnickiego dominium. Wówczas osada liczyła 38 domów i około 250 mieszkańców. Wieś posiadała swoją własną pieczęć, która przedstawiała w polu rybaka trzymającego na ramieniu wędkę z rybą, a w otoku napis: […] GEMEIN: SIEGL / NEYSTAETER CREIS (pol. Gmina Ścigów / Powiat Prudnicki).

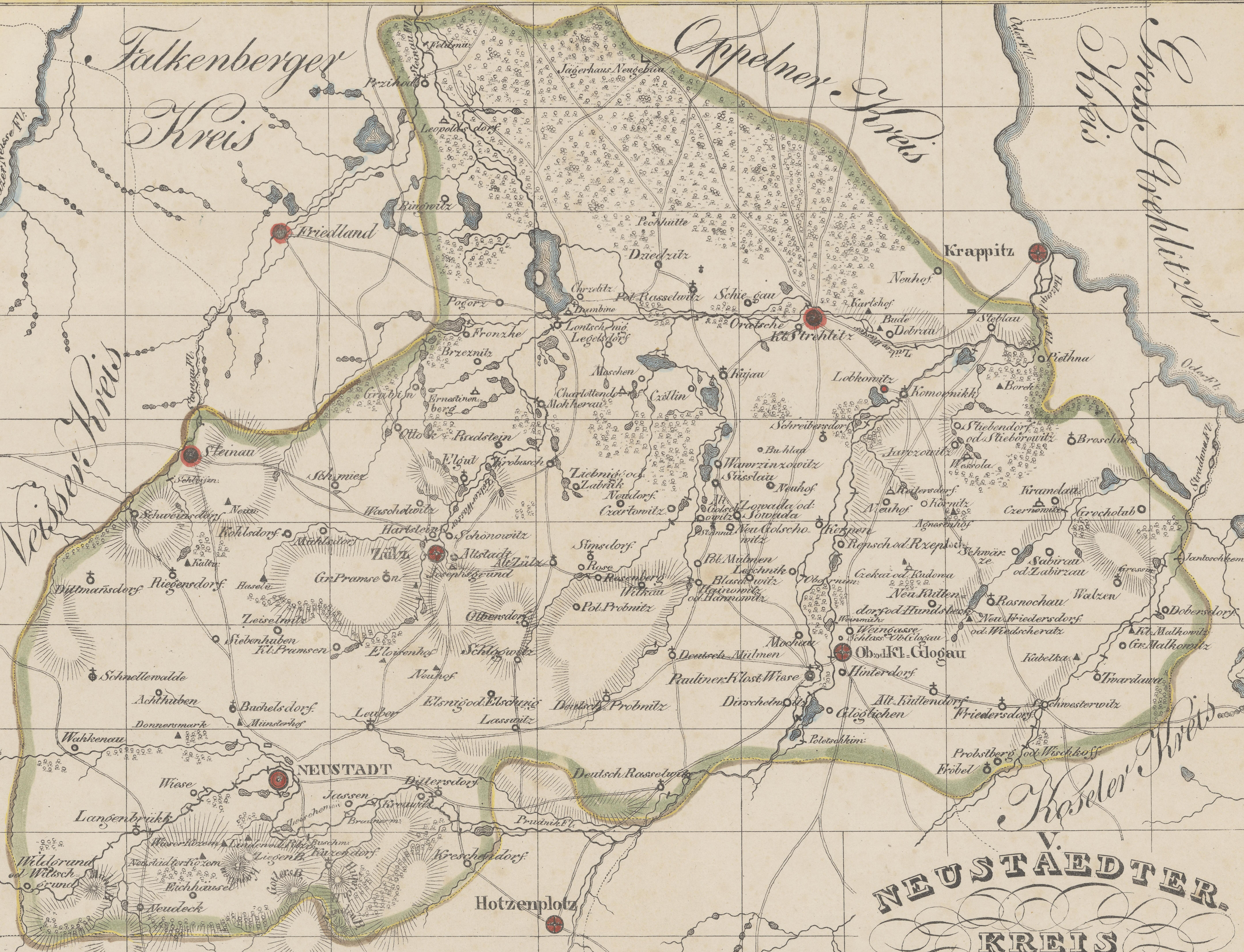
Ścigów (Schiegau) wśród miejscowości ziemi prudnickiej na mapie z XIX wieku

Według spisu ludności z 1 grudnia 1910, na 471 mieszkańców Ścigowa 16 posługiwało się językiem niemieckim, 449 językiem polskim, 1 innym językiem, a 15 było dwujęzycznych. W 1921 w zasięgu plebiscytu na Górnym Śląsku znalazła się tylko część powiatu prudnickiego. Ścigów znalazł się po stronie wschodniej, w obszarze objętym plebiscytem. Po stronie polskiej w III powstaniu śląskim, w 3. kompanii prudnickiej służyli mieszkańcy Ścigowa.
W czasie II wojny światowej w Ścigowie (w Kopalinie) utworzono podobóz Stalag VIII B/E191 obozu jenieckiego w Łambinowicach dla jeńców z imperium brytyjskiego. Cywile ze Ścigowa i okolic byli wykorzystywani przez Sowietów do budowy okopów w rejonie Prężyny koło Prudnika od marca do maja 1945.
Od marca do maja 1945 powiat prudnicki znajdował się pod kontrolą radzieckiej komendantury wojskowej. 11 maja 1945 polska administracja przejęła władzę cywilną w powiecie prudnickim. Mieszkańcom Ścigowa, posługującym się dialektem śląskim bądź znającym język polski, pozwolono pozostać we wsi po otrzymaniu polskiego obywatelstwa.
W 1949 we wsi znajdowały się między innymi: szkoła podstawowa prowadzona przez Inspektorat Szkolny w Prudniku, kotlarz, krawiec, stolarz.
Do 1956 roku Ścigów należał do powiatu prudnickiego. W związku z reformą administracyjną, w 1956 Ścigów został odłączony od powiatu prudnickiego i przyłączony do nowo utworzonego krapkowickiego.

## Mieszkańcy

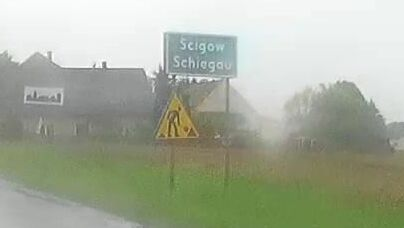
Tablica z podwójną nazwą przed wjazdem do Ścigowa od strony Prudnika

Miejscowość zamieszkiwana jest przez mniejszość niemiecką oraz Ślązaków. Mieszkańcy wsi posługują się gwarą prudnicką, będącą odmianą dialektu śląskiego. Należą do podgrupy gwarowej nazywanej Podlesioki.

### Liczba mieszkańców wsi
- 1871 – 489[23]
- 1885 – 498[24]
- 1905 – 452[25]
- 1910 – 471[11]
- 1933 – 467[26]
- 1939 – 465[26]
- 1966 – 465[27]
- 1998 – 422[28]
- 2002 – 391[28]
- 2009 – 363[28]
- 2010 – 353[29]
- 2011 – 371[28]
- 2021 – 326[28]

## Gospodarka
W Ścigowie siedzibę ma Firma Produkcyjno-Usługowa „Koda”, zrzeszona w Cechu Rzemieślników i Przedsiębiorców w Prudniku.

## Transport
Ścigów posiada połączenia autobusowe z Moszną, Opolem, Prudnikiem, Krapkowicami, Smolarnią.

## Turystyka
Oddział PTTK „Sudetów Wschodnich” w Prudniku ustanowił turystyczną Odznakę Krajoznawczą Ziemi Prudnickiej, którą zdobywa się poprzez zwiedzenie odpowiedniej liczby obiektów w miejscowościach położonych na ziemi prudnickiej, w tym w Ścigowie.

## Bezpieczeństwo
W zakresie ochrony przeciwpożarowej oraz innych miejscowych zagrożeń w Ścigowie działa jednostka Ochotniczej Straży Pożarnej, zrzeszona w Związku Ochotniczych Straży Pożarnych RP w Strzeleczkach. Do 1998 bezpieczeństwo pożarowe w Ścigowie było nadzorowane przez Komendę Rejonową PSP w Prudniku.
Miejscowość jest pod opieką dzielnicowego rejonu służbowego nr 8 Komendy Powiatowej Policji w Krapkowicach.
Teren wsi, jak i całej gminy Strzeleczki, położony jest w strefie nadgranicznej w związku z czym Straż Graniczna dysponuje, na tym obszarze, specjalnymi kompetencjami w zakresie bezpieczeństwa. Gminę Strzeleczki obejmuje zasięgiem służbowym placówka Straży Granicznej w Opolu ze Śląskiego Oddziału SG.